# أقلية وسيطة
الأقلية الوسيطة أو الشعوب التجارية الوسيطة أو الوسطاء المهاجرون هي الجماعات الإثنية التي تضطلع بدور مالي تجاري من خلال رأس المال البدائي أو الربوي في المجتمعات القديمة والوسيطة.
هناك العديد من الأمثلة على هذه المجموعات التي كسبت الازدهار في نهاية المطاف في بلادها على الرغم من التمييز. في كثير من الأحيان، أتخذت هذه المجموعات أدوار بين المنتج والمستهلك، مثل التجارة والربا. الأمثلة الشهيرة هي اليهود في جميع أنحاء أوروبا وحتى في الأوقات التي كان التمييز ضدهم في ذروته مثل أثناء الحرب العالمية الثانية حققت الجماعات اليهودية نجاحًا كبيرًا في بعض أجزاء من أوروبا. والصينيين في جميع أنحاء جنوب شرق آسيا، والبارسيون في الهند، والإغبو في نيجيريا، والهنود في شرق أفريقيا، واللبنانيين في غرب أفريقيا، والشعوب القادمة من الكتلة الشرقية في الولايات المتحدة خلال الحرب الباردة، وغيرهم.
يحظى التعليم على أهمية كبيرة بين كل من هذه المجموعات. هذه المجموعات عادًة ما تصبح المجموعات العرقية الأكثر نجاحًا في المجتمع بعد فترة قصيرة من الهجرة، على الرغم من أنها غالبًا ما تكون فقيرة عندما وصولها لأول مرة. كثيرًا ما تقدم الأقليات الوسيطة فائدة اقتصادية للمجتمعات والدول التي تقطنها، وغالبًا ما تبدأ في صناعات جديدة. ومع ذلك، الكفاءة الاقتصادية، النجاح المالي، العصبيات، والتحيزات المشتركة وجنون العظمة، والتمثيل في كثير من الأحيان بشكل غير متناسب في الجامعات وفي السياسة، والتمثيل العالي في التجارة وبعض المهن الراقية ذي الياقات البيضاء الوظائف الفنية والإدارية يمكن أن يسبب الاستياء بين السكان الأصليين للبلد. يمكن أن تكون الأقليات الوسيطة ضحايا العنف والإبادة الجماعية أو غيرها من أشكال القمع. المجموعات العرقية الوسيطة في كثير من الأحيان يتم اتهامها بالتآمر والمؤامرات ضد أمتهم أو بسرقة ثروة السكان الأصليين.

## أمثلة على أقليات وسيطة
- اليهود الأمريكيين في الولايات المتحدة.[3]
- اليهود الأوروبيون في أوروبا.[3]
- اليهود العثمانيون في الدول العثمانية.[3]
- اليونانيون العثمانيون في الدولة العثمانية.[3]
- الأرمن في الدولة العثمانية.[4]
- الأرمن في باكو في الإمبراطورية الروسية.[5]
- الأرمن في الدولة الصفوية.[6][7]
- الأذربيجانيون في إيران بين القرنين السادس عشر والعشرين.[8]
- الأذربيجانيون في روسيا القيصرية والإمبراطورية الروسية.[8]
- الأذربيجانيون في إيران المعاصرة.[8]
- الأذربيجانيون في روسيا المعاصرة.[8][9]
- الأمريكيون الصينيون.[10]
- الأمريكيون اليابانيون.[11]
- الأمريكيون الكوريون.[12]
- أمريكيون لاتينيون.[3]
- الأمريكيون اليونانيون.[3]
- الهنود في الولايات المتحدة.[3]
- أرمن الولايات المتحدة.[3]
- الأمريكيون اللبنانيون.[3]
- الأمريكيون الروس.[3]
- الهنود في شرق أفريقيا.[3]
- الصينيون في جنوب شرق آسيا.[3]
- البارسيون في الهند، على الرغم من عدم تعرضهم لعمليات اضطهاد أو تمييز على خلفية عرقهم.[3]
- اليابانيون في أمريكا الجنوبية.[3]
- السوريون في غرب أفريقيا.[3]
- اللبنانيون في أمريكا الجنوبية.[13]
- المهاجرين الشرق أوسطيون خلال القرن التاسع عشر في أمريكا اللاتينية.[14]